# Corbières, Fribourg
Corbières är en ort och kommun i distriktet Gruyère i kantonen Fribourg, Schweiz. Kommunen har 1 042 invånare (2023). Den 1 januari 2011 inkorporerades kommunen Villarvolard in i Corbières.